# A Marshall-szigetek zászlaja
A Marshall-szigetek zászlajának kékje a Csendes-óceánt jelképezi. A csillag a nemzetet, 24 ága a 24 önkormányzatot jelöli. A négy hosszabb ág Majuróra (a fővárosra), Wotjira, Jaluitra és Kwajaleinre utal; együtt keresztet alkotnak – a lakosság keresztény hitét tükrözve. 
A csillag helyzete a Marshall-szigetek földrajzi helyzetének felel meg (pár fokkal északra az Egyenlítőtől, amelyet a kettős sáv képvisel). Az, hogy a sávok a repülőrész felé szélesednek, a növekedést, az életerő fokozódását hivatott jelezni. A narancssárga szín a gazdagságot és a bátorságot, a fehér pedig a tisztaságot szimbolizálja.